# 全国高等学校定時制通信制剣道大会
全国高等学校定時制通信制剣道大会（ぜんこくこうとうがっこていじせいつうしんせいけんどうたいかい）は、毎年8月に行われる、定時制・通信制高等学校の剣道の全国大会。全国高等学校定時制通信制体育大会の一環として行われる。

## 大会方式
東京都千代田区の日本武道館で開催され、個人戦と団体戦がおこなわれる。
団体戦は、各都道府県対抗戦で、各都道府県で選ばれた選手が出場する。